# 锡默河谷伦克

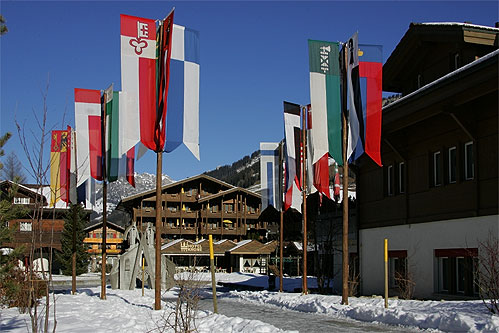

锡默河谷伦克（德语：Lenk im Simmental）是瑞士的一个镇，位於該國中西部，由伯恩州負責管轄，面積123.05平方公里，三成半土地是農業用地，海拔高度1,068米，2011年人口2,450，人口密度每平方公里20人。

## 外部連結
- Tourism website of the region （页面存档备份，存于） （德文）
- Live pictures from Lenk （页面存档备份，存于） （德文）
- Aerial views of Lenk （页面存档备份，存于） （德文）